# Đồng(II) selenat
Đồng(II) selenat là một hợp chất vô cơ, là muối của kim loại đồng và axit selenic có công thức hóa học CuSeO4 – tinh thể màu trắng, tan trong nước, tạo thành các tinh thể ngậm nước.

## Điều chế
Hòa tan đồng(II) oxit hoặc hydroxide trong axit selenic (đun nóng nhẹ) sẽ tạo ra hydrat:
{\displaystyle {\mathsf {CuO+H_{2}SeO_{4}\ \xrightarrow {40-50^{o}C} \ CuSeO_{4}+H_{2}O}}}
{\displaystyle {\mathsf {Cu(OH)_{2}+H_{2}SeO_{4}\ \xrightarrow {40-50^{o}C} \ CuSeO_{4}+2H_{2}O}}}

## Tính chất vật lý
Đồng(II) selenat tạo thành các tinh thể màu trắng.
Nó hòa tan trong nước, axit, amonia, rất ít tan trong aceton, không tan trong etanol.

## Tính chất hóa học
- Tinh thể pentahydrat mất nước khi đun nóng:

{\displaystyle {\mathsf {CuSeO_{4}\cdot 5H_{2}O\ {\xrightarrow[{-4H_{2}O}]{110^{o}C}}\ CuSeO_{4}\cdot H_{2}O\ {\xrightarrow[{-H_{2}O}]{110^{o}C}}\ CuSeO_{4}}}}
- Tiếp tục đun nóng, muối khan sẽ bị phân hủy:

{\displaystyle {\mathsf {CuSeO_{4}\ {\xrightarrow[{-O_{2}}]{350^{o}C}}\ CuSeO_{3}\ \xrightarrow {385^{o}C} \ CuO+SeO_{2}}}}

## Hợp chất khác
CuSeO4 còn tạo một số hợp chất với NH3, như CuSeO4·2NH3 là bột màu dương nhạt, CuSeO4·3NH3·H2O là chất rắn màu dương nhạt, CuSeO4·4NH3 với:
- Dạng khan là tinh thể màu chàm;
- Monohydrat là tinh thể màu dương đậm;
- Đihydrat là tinh thể màu xanh lam.

CuSeO4·5NH3 là chất rắn màu dương đậm. Monohydrat của nó cũng được biết đến.